# Алфёрово (Гусь-Хрустальный район)
Алфёрово — деревня в Гусь-Хрустальном районе Владимирской области России.

## География
Деревня находится в 36 км к юго-востоку от районного центра города Гусь-Хрустальный.

## История
До секуляризационной реформы 1764 года, деревня Алферово принадлежала Богородице-Рождественскому монастырю во Владимире. До 1764 года крестьяне деревни Алферово считались монастырскими, а после секуляризации считались экономическими и обладали полной личной свободой.
В конце XIX — начале XX века деревня входила в состав Заколпской волости Меленковского уезда, с 1926 года — в составе Гусевского уезда. В 1859 году в деревне числилось 52 двора, в 1905 году — 87 дворов, в 1926 году — 103 двора.
С 1929 года деревня являлась центром Алферьевского сельсовета Гусь-Хрустального района, с 1935 года — в составе Ильинского сельсовета Курловского района, с 1963 года — в составе Гусь-Хрустального района, с 2005 года — в составе муниципального образования «Посёлок Добрятино».

## Население
| 1859 | 1905 | 1926 | 2002 | 2010 | 2021 |
| ---- | ---- | ---- | ---- | ---- | ---- |
| 343  | ↗423 | ↗557 | ↘227 | ↘129 | ↘85  |